# Misantropen
Misantropen (titolo inglese: The Misanthrope) è un film per la televisione diretto da Ingmar Bergman. Il soggetto è tratto dalla commedia di Molière Il misantropo.